# Pierre Nguyễn Văn Đệ
Pierre Nguyễn Văn Đệ (Trí Bưu, 15 gennaio 1946) è un vescovo cattolico vietnamita, dal 29 ottobre 2022 vescovo emerito di Thái Bình.

## Biografia
Pierre Nguyễn Văn Đệ è nato il 15 gennaio 1946 a Trí Bưu, nella provincia di Quang Tri. Avendo maturato la vocazione al sacerdozio ha deciso di entrare nella Società salesiana di San Giovanni Bosco ed ha emesso i voti il 15 agosto 1965.
Ha svolto gli studi di filosofia a Hong Kong fino al 1968 e poi, fino al 1974, ha frequentato il Pontificio istituto San Pio X di Ðà Lat per gli studi di teologia.
È stato ordinato presbitero il 17 dicembre 1973. Dopo l'ordinazione è stato prima maestro dei novizi dal 1976 al 1979 e poi parroco della parrocchia Xuân Hiệp a Saigon fino al 1991. È stato poi padre provinciale dal 1992 al 1997 quando è divenuto direttore del teologato salesiano fino al 2000. Fino alla sua nomina episcopale è stato poi professore presso il seminario di Hanoi.

### Ministero episcopale
Il 29 novembre 2005 papa Benedetto XVI lo ha nominato vescovo ausiliare di Bùi Chu, assegnandogli la sede titolare di Ammaedara. Ha ricevuto l'ordinazione episcopale il 18 gennaio 2006 per imposizione delle mani del vescovo di Bùi Chu Joseph Hoàng Văn Tiệm.
Dopo tre anni e mezzo, il 25 luglio 2009 lo stesso papa lo ha nominato vescovo di Thái Bình. Ha preso possesso della diocesi il 9 settembre seguente. 
In seno alla conferenza episcopale del Vietnam è stato presidente del comitato religioso della conferenza episcopale per due mandati di seguito, dal 2013 al 2019.
Dal luglio 2017 è direttore del seminario Thánh Tâm (Sacro Cuore di Gesù) di Thái Bình.
Ha retto la diocesi per tredici anni, ritirandosi per raggiunti limiti di età il 29 ottobre 2022.

## Genealogia episcopale e successione apostolica
La genealogia episcopale è:
- Cardinale Scipione Rebiba
- Cardinale Giulio Antonio Santori
- Cardinale Girolamo Bernerio, O.P.
- Vescovo Claudio Rangoni
- Arcivescovo Wawrzyniec Gembicki
- Arcivescovo Jan Wężyk
- Vescovo Piotr Gembicki
- Vescovo Jan Gembicki
- Vescovo Bonawentura Madaliński
- Vescovo Jan Małachowski
- Arcivescovo Stanisław Szembek
- Vescovo Felicjan Konstanty Szaniawski
- Vescovo Andrzej Stanisław Załuski
- Arcivescovo Adam Ignacy Komorowski
- Arcivescovo Władysław Aleksander Łubieński
- Vescovo Andrzej Stanisław Młodziejowski
- Arcivescovo Kasper Kazimierz Cieciszowski
- Vescovo Franciszek Borgiasz Mackiewicz
- Vescovo Michał Piwnicki
- Arcivescovo Ignacy Ludwik Pawłowski
- Arcivescovo Kazimierz Roch Dmochowski
- Arcivescovo Wacław Żyliński
- Vescovo Aleksander Kazimierz Bereśniewicz
- Arcivescovo Szymon Marcin Kozłowski
- Vescovo Mečislovas Leonardas Paliulionis
- Arcivescovo Bolesław Hieronim Kłopotowski
- Arcivescovo Jerzy Józef Elizeusz Szembek
- Vescovo Stanisław Kazimierz Zdzitowiecki
- Cardinale Aleksander Kakowski
- Papa Pio XI
- Vescovo Jean-Baptiste Nguyễn Bá Tòng
- Vescovo Thaddée Anselme Lê Hữu Từ, O.Cist.
- Cardinale Joseph Marie Trịnh Như Khuê
- Cardinale Paul Joseph Phạm Đình Tụng
- Vescovo Joseph Hoàng Văn Tiệm, S.D.B.
- Vescovo Pierre Nguyễn Văn Đệ, S.D.B.

La successione apostolica è:
- Vescovo Dominique Đặng Văn Cầu (2022)